# Франсуа I де Невер

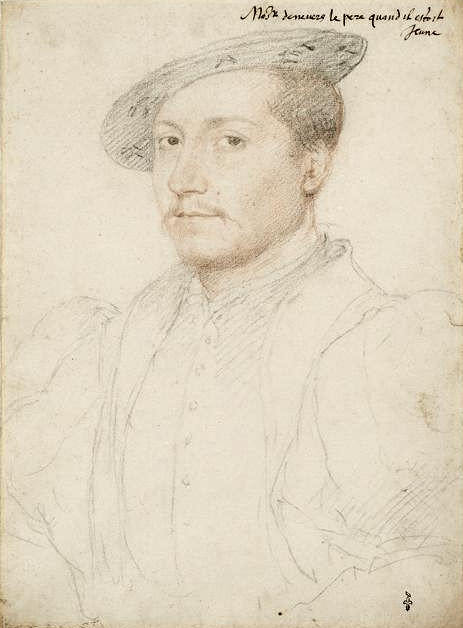
Франциск Неверский в молодые годы.

Франциск Клевский, герцог Неверский, граф д’Э (фр. François Ier de Clèves; 2 сентября 1516 — 13 февраля 1561) — французский придворный и полководец из Клевского дома, по отцу — граф Невера, по матери — граф Ретеля. Обладатель второго по величине домена во Франции после королевского. В 1539 году его титул был преобразован из графского в герцогский.
Ретель и Невер, несмотря на несмежность границ, издавна наследовались вместе. В конце XV века их судьбы разошлись: Ретелем владела орвальская ветвь рода Альбре, а Невером — Ламарки. После долгих судебных разбирательств решено было соединить Ретель с Невером путём династического брака Шарля Клевского с Марией д’Альбре. Однако на пути этой затеи встал всесильный фаворит Франциска I, маршал Лотрек, который взял в жёны младшую сестру Марии д’Альбре и настоял на передаче ей ретельского наследства. Шарль Клевский попал в опалу и был заточён в Лувре, где и умер в 1521 году.
Юный Франсуа — единственный сын Шарля и Марии — показал себя с лучшей стороны уже в савойской кампании маршала Монморанси (1537), а в 1552—1553 годах руководил взятием и обороной Меца. Вместе с Верденом и Тулем на отвоёванных им у испанцев землях была образована провинция Трёх Епископств. В том же 1553 году умерла двоюродная сестра Франсуа, Клод де Фуа, бездетная дочь маршала Лотрека. С её смертью графства Бофор и Ретель сделались выморочными и были унаследованы герцогом Неверским. Во время легендарной обороны Сен-Кантена (1557) ему одному из немногих удалось избежать плена. Закончил войну он взятием Тионвиля.

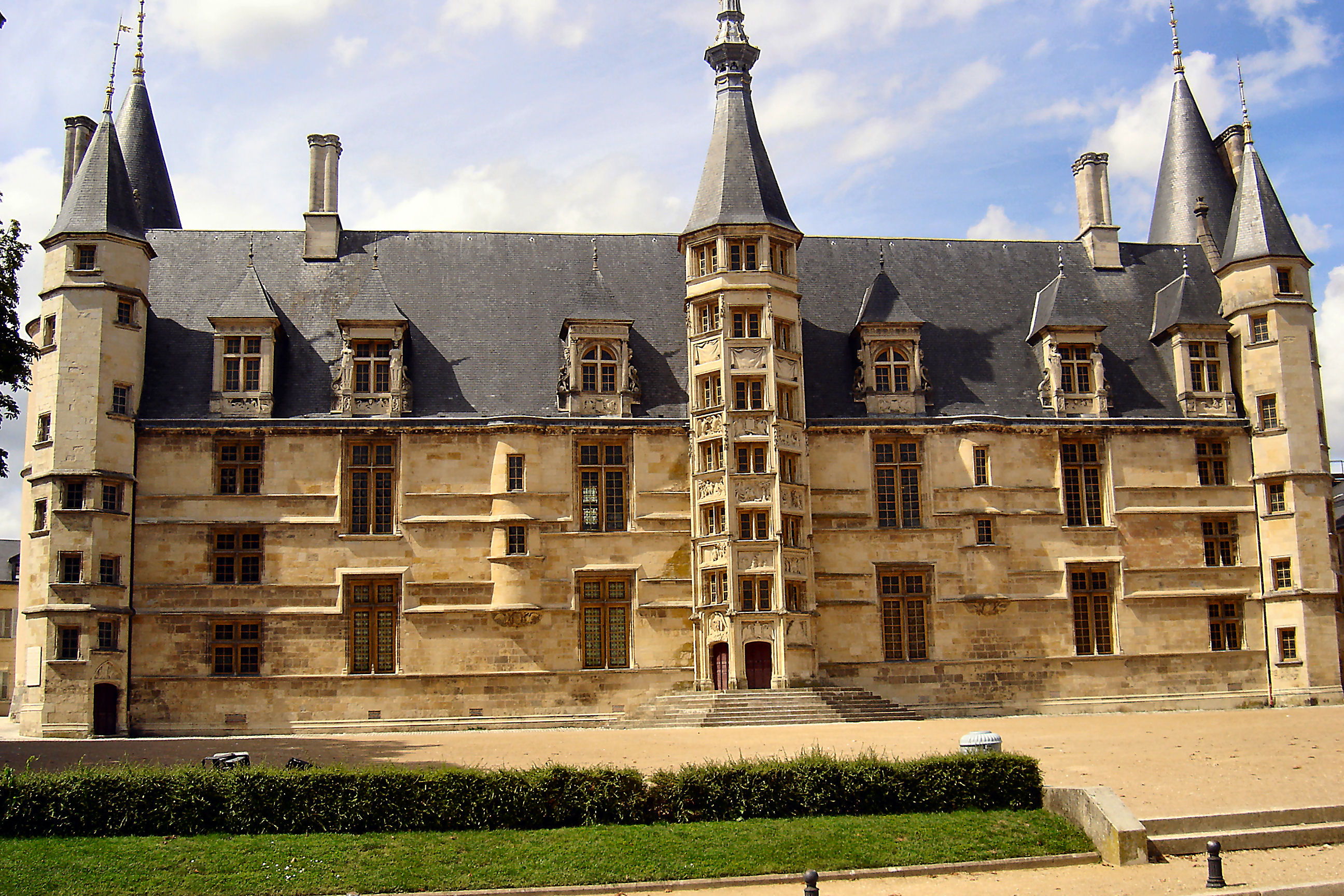
Герцогский дворец в Невере.

В конце жизни Франсуа Клевский управлял от имени короля Шампанью и накануне смерти перешёл в кальвинистскую веру. Он был женат дважды, на двоюродных сёстрах из рода Бурбонов. Поскольку они находились в запрещённой степени родства, разрешения на брак давал папа римский. Детей Франсуа оставил от первого брака с Маргаритой, дочерью Карла IV де Бурбона:
- Франсуа Клевский, 2-й герцог Неверский (1540—1562), женат на Анне де Бурбон, дочери Луи III де Бурбона, герцога де Монпансье, бездетен.
- Жак Клевский, 3-й герцог Неверский (1544—1564), женат на дочери Роберта IV де Ла Марка, бездетен.
- Генриетта Клевская (1542—1601) — наследница Невера и Ретеля, жена Лодовико Гонзага.
- Екатерина Клевская (1548—1633) — наследница Бофора и Э, жена с 1560 г. Антуана де Круа, а с 1570 г. — Генриха I де Гиза.
- Мария Клевская (1553—1574) — жена Генриха I де Конде.